# Wonderland (Album)
Wonderland ist das zwölfte Musikalbum und achte Studioalbum der englischen Band Take That. Sie veröffentlichten es mit Polydor Records am 24. März 2017. Das Album verkaufte sich in der ersten Woche 113 200 mal und es wurde bereits hierfür eine goldene Schallplatte verliehen, es stieg aber nach einem Kopf-an-Kopf-Rennen mit Ed Sheerans „÷“ nur auf Platz zwei der britischen Charts ein. Zum ersten Mal seit ihrem Debütalbum im Jahr 1992 erreichte die Band mit ihrem Studioalbum nicht die Spitze der Charts. Dem Album ging am 17. Februar 2017 die Leadsingle Giants voraus, sie erreichte Platz 13 der Single-Charts und Rang 4 der iTunes-Downloadcharts. Zum ersten Mal seit 1993 (Everything Changes) veröffentlichte die Band auch eine Vinyl-Version des Albums. Als zweite Single folgte „New Day“ am 27. April.
Die zugehörige Konzerttournee begann am 5. Mai 2017 und wurde bereits 2016 auf hohe Nachfrage hin mehrfach verlängert, für Mai und Juni 2017 waren nun 32 Arena- und Stadionkonzerte in Großbritannien angesetzt, 27 davon ausverkauft. Zum Ende des Jahres folgen dann einige Konzerte in ozeanischen Städten, darunter Sydney, Perth, Auckland und Wellington. Bis Anfang Mai wurden vorerst nur acht Konzerte auf der Südhalbkugel angekündigt. Eines der ausverkauften Konzerte in der Londoner O2-Arena wurde am 9. Juni 2017 in 388 europäische Städte live übertragen, darunter auch 15 in Deutschland. Durch die Übertragung in über 450 Kinosäle stehen allein an diesem Abend etwa 100 000 weiteren Fans günstige Zuschauerplätze zur Verfügung. Dieses Konzept hatte sich bereits bei der Take That Live 2015 Tournee bewährt, obgleich in jenem Jahr zusätzlich viele Konzerte auf dem europäischen Festland stattfanden.

## Hintergrund

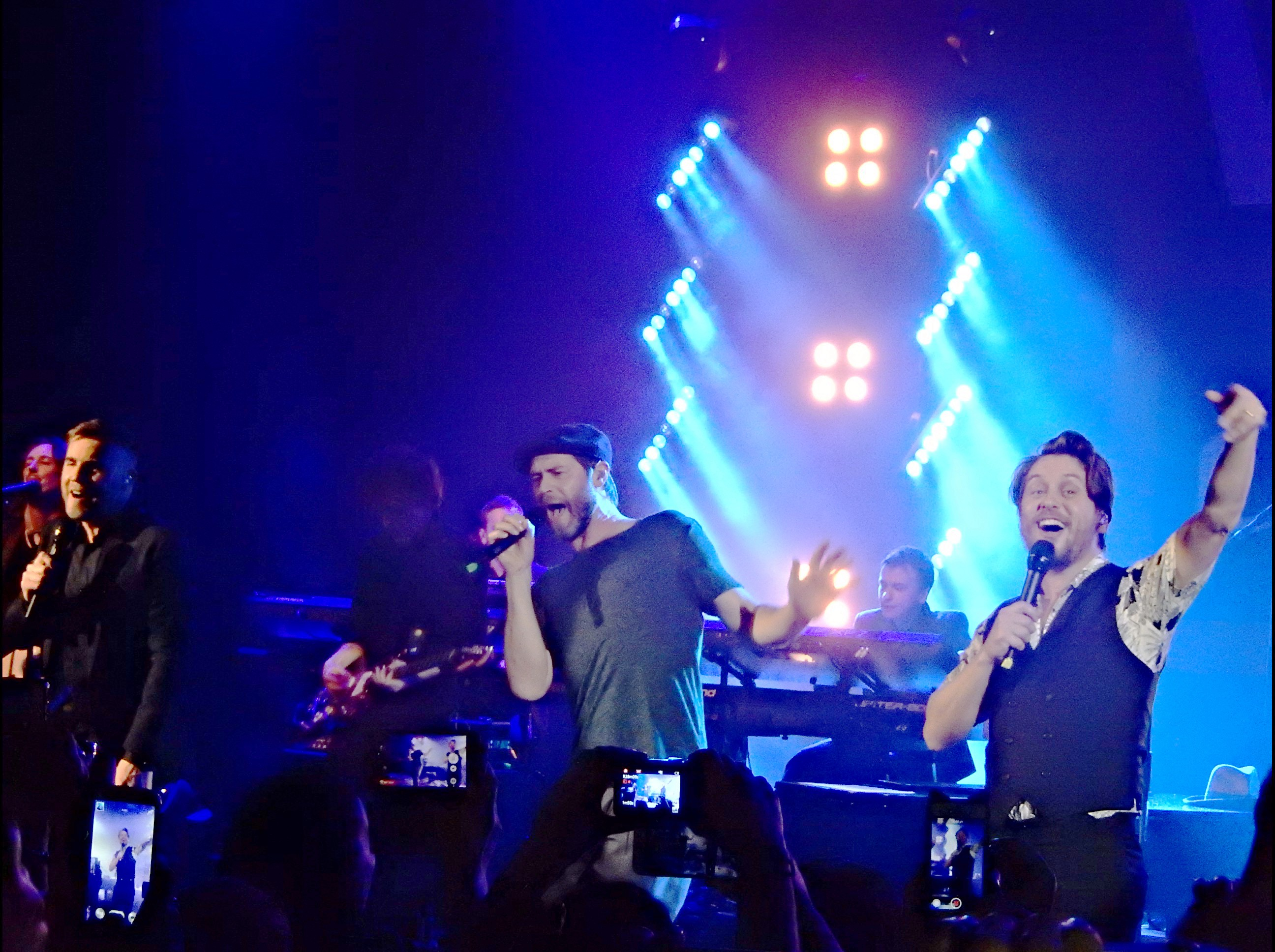
War Child Spendengala 2015

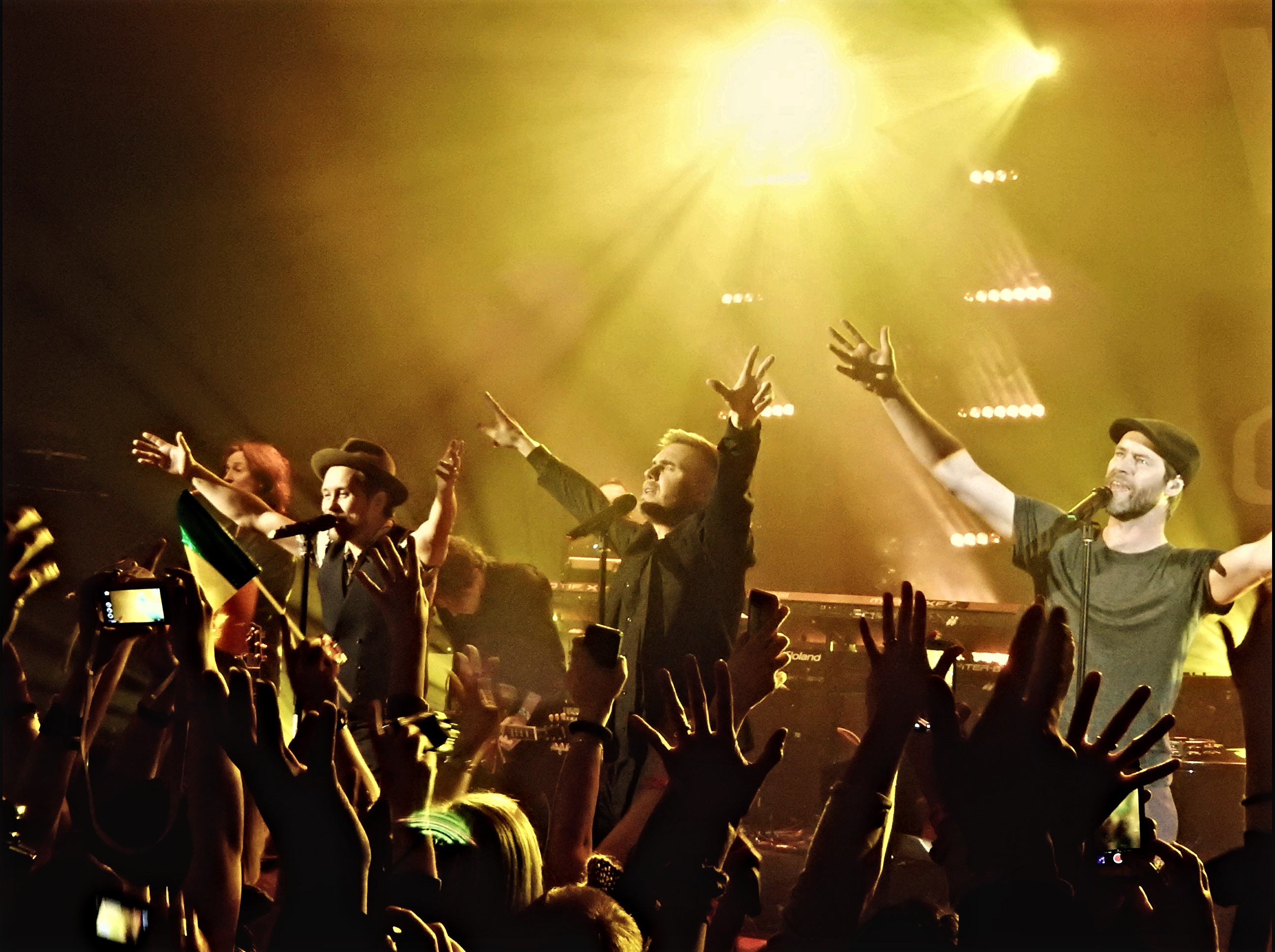
Auftritt für War Child, 2015

Im Februar 2016 kündigte Barlow in einem Interview mit der Sun an, Take That würden im Verlauf des Jahres ihr achtes Studioalbum veröffentlichen, gefolgt 2017 von einer weiteren Greatest-Hits-Kompilation zum Silberjubiläum (25. Jahrestag) ihres Debütalbums. Die Möglichkeit einer Rückkehr von Williams und Orange kommentierte er so: „Ein Greatest-Hits-Album von allen zusammen wäre natürlich fantastisch aber ich kann mir nicht vorstellen, dass Jason in den nächsten Jahren ins Rampenlicht zurückkehren wird. Wenn aber Rob mitmachen würde, wäre das großartig.“ Anstelle des geplanten reinen Greatest-Hits-Kompilationsalbums 2017 veröffentlichte die Band Ende 2018 das Jubiläumsalbum (anlässlich des 30-jährigen Bestehens der Band) Odyssey mit anschließender Europatournee 2019, welches neben einigen neuen Songs auch abgewandelte Neuaufnahmen und Remixes ihrer größten Hits enthält. Take That besteht hierfür weiterhin aus Barlow, Donald und Owen – eine Studiozusammenarbeit mit den ehemaligen Mitgliedern Williams oder Orange wurde nach oben genanntem Interview nicht mehr in Aussicht gestellt.
Am 22. Oktober 2016 wurde nach mehreren inoffiziellen Andeutungen schließlich das neue Studioalbum Wonderland zur Vorbestellung freigegeben. Die Band holte für ihr Album die Unterstützung mehrerer Produzenten ein, darunter neben Tony Hoffer und Mike Crossey auch Stuart Price, der bereits mehrere Alben (Progress und nachfolgende) mit der Band erarbeitet hatte. Mit dem Album wurde auch eine gleichnamige Tournee von vorerst 21 Etappen (8. Mai bis 16. Juni 2017) in neun britischen Arenen angekündigt. Die Band stellte außerdem klar, dass für Album und Tournee weder Robbie Williams noch Jason Orange zur Gruppe zurückkehren würden. Für Käufer des Albums innerhalb der ersten beiden Tage wurde am 26. und 27. Oktober ein vorzeitiger Zugang zu den Konzertkarten freigeschaltet, am 28. eröffnete dann der offizielle Vorverkauf. Viele der Arenen waren bereits durch den Vor-Vorverkauf ausverkauft, daher wurden gleich zum 28. Oktober noch drei Termine hinzugefügt. Acht weitere Konzerttermine kamen binnen einer Woche hinzu. Als Vorband zu allen Konzerten werden All Saints auftreten. Am 10. Februar 2017 wurde die erste Single mit dem Titel „Giants“ angekündigt und zur Vorbestellung freigegeben, zu diesem Zeitpunkt waren bereits 27 der 32 angesetzten Konzerte ausverkauft.
Am 17. Februar 2017 erschien die Leadsingle „Giants“. Sie erreichte Platz 13 der britischen Singlecharts, das zugehörige Video erschien auf dem Vevo-YouTube-Kanal der Band am 15. März. Fünf Tage darauf war die Band in den Vereinigten Staaten zu Gast in James Cordens Late Late Show. Dort drehten sie gemeinsam mit Corden einen viertelstündigen Carpool-Karaoke-Clip und traten später in der Hauptsendung live mit „Giants“ auf. Auch in der Fernsehshow Saturday Night Takeaway des Comedy-Duos Ant & Dec und The One Show traten die drei Sänger auf und präsentierten unter anderem mit „Giants“ ihr neues Album.
Als einer von vier Bonustiteln der Deluxe Edition des Albums wurde das Lied „Cry“ gewählt, eine Zusammenarbeit mit dem britischen D’n’B-Duo SIGMA, die bereits am 20. Mai 2016 als Single erschienen war. Die Airplay-Rechte sicherten sich am Veröffentlichungstag sowohl Radio 1 als auch Radio 2, was aufgrund der sehr unterschiedlichen Zielgruppen außergewöhnlich ist. Die Single stieg in die Top 5 der britischen Downloadcharts ein und erreichte Platz 21 der offiziellen Singlecharts, Radio 2 kürte sie nach Veröffentlichung zur Platte der Woche. Am 28. Mai erschien ein zugehöriges Musikvideo auf dem YouTube-Kanal von 3beat, dem Label des Sigma-Duos. Es zeigt die drei Sänger und das DJ-Duo am Schauplatz eines Straßenrennens und Arab-Drifting-Festivals. Live traten die fünf Musiker mit dem Stück erstmals am 28. Mai auf der Hauptbühne des Open-Air-Musikfestivals BBC Radio 1’s Big Weekend in Exeter auf.

## Titelliste
Die Standardversion des Albums umfasst elf Titel, die Deluxe Edition bietet vier Bonustitel. Das Album wurde auch als Vinyl-LP veröffentlicht, diese enthält die elf Titel der Standardversion. In Klammern steht jeweils der Name des/der Produzenten der einzelnen Titel.
| Nr.          | Titel                       | Autor(en)                                                            | Hauptstimme    | Länge |
| ------------ | --------------------------- | -------------------------------------------------------------------- | -------------- | ----- |
| 1.           | Wonderland (Charlie Russel) | Gary Barlow, Howard Donald, Mark Owen, Jamie Norton, Benjamin Weaver | Barlow, Donald | 4:53  |
| 2.           | Giants (Mark Ralph)         | Barlow, Donald, Owen, Norton, Ben Mark                               | Barlow         | 3:39  |
| 3.           | New Day (Ralph)             | Barlow, Donald, Owen, Simon Strömstedt                               | Barlow         | 3:29  |
| 4.           | Lucky Stars (Stuart Price)  | Barlow, Donald, Owen, Noel Simonen, Strömstedt                       | Barlow, Owen   | 3:29  |
| 5.           | And the Band Plays (Russel) | Barlow, Donald, Owen                                                 | Barlow         | 3:53  |
| 6.           | Superstar (Price)           | Barlow, Donald, Owen                                                 | Owen           | 3:14  |
| 7.           | Hope (Tony Hoffer)          | Barlow, Donald, Owen, Thomas Baxter Gleave                           | Barlow         | 3:44  |
| 8.           | River (Mike Crossey)        | Barlow, Donald, Owen, Norton, Mark                                   | Owen           | 2:55  |
| 9.           | The Last Poet (Price)       | Barlow, Donald, Owen                                                 | Barlow         | 3:16  |
| 10.          | Every Revolution (Russel)   | Barlow, Donald, Owen, Norton, Weaver                                 | Donald         | 4:12  |
| 11.          | It’s All For You (Hoffer)   | Barlow, Donald, Owen                                                 | Barlow         | 4:29  |
| Gesamtlänge: | Gesamtlänge:                | Gesamtlänge:                                                         | Gesamtlänge:   | 39:27 |

| Nr.          | Titel                        | Autor(en) | Hauptstimme  | Länge |
| ------------ | ---------------------------- | --- | ------------ | ----- |
| 12.          | Don’t Give Up On Me (Hoffer) | Barlow, Donald, Owen                                                                                                  | Barlow       | 3:19  |
| 13.          | Up (Russel)                  | Barlow, Donald, Owen, Norton, Weaver                                                                                  | Owen         | 4:29  |
| 14.          | Come On Love (Ralph)         | Barlow, Donald, Owen                                                                                                  | Barlow       | 4:21  |
| 15.          | Cry (mit SIGMA)              | Barlow, Donald, Owen, Cameron Edwards (SIGMA), Joseph Lenzie (SIGMA), Matt Furmidge, Dom Liu, Sean Mac, Chiara Hunter | Barlow       | 3:17  |
| Gesamtlänge: | Gesamtlänge:                 | Gesamtlänge: | Gesamtlänge: | 54:13 |

## Vermarktung

### Singles
„Giants“ erschien am 17. Februar 2017 als erste Single des angekündigten Albums, produziert wurde sie von Mark Ralph. Sie erreichte Platz 13 der UK Single-Charts sowie den vierten Platz der iTunes-Charts.
Am 27. April wurde als zweite Single New Day ausgekoppelt.

### Tour
Am 22. Oktober 2016 eröffneten Take That mit der Ankündigung ihres neuen Albums den Vorverkauf ihrer nächsten landesweiten Tournee. Der erste Teil der Tour Wonderland Live 2017 begann am 5. Mai in der Genting Arena in Birmingham und endet voraussichtlich am 16. Juni 2017 im Carrow Road Stadion, Norwich. Die Tour beinhaltet bislang 32 großenteils ausverkaufte Konzerte, verteilt auf Stadien und Arenen in 10 Städten des Vereinigten Königreiches. Aufgrund des Terroranschlags in Manchester am 22. Mai 2017 wurden drei Konzerte, die für den 25., 26. und 27. Mai 2017 in der Manchester Arena geplant waren, auf unbestimmte Zeit verschoben.
Im Frühjahr 2017 kam die Ankündigung weiterer Konzerte zum Jahresende hinzu, diesmal auf der Südhalbkugel, was die Konzertreise zur Welttournee macht. Bis Anfang Mai waren bereits acht Konzerte in Australien und Neuseeland angekündigt, der Vorverkauf hat noch nicht begonnen. Seit 1995 war die Band nicht mehr live in Ozeanien aufgetreten.

## Rezeption
David Smyth, Musikkritiker des London Evening Standard, vergab positive Rückmeldung und drei Sterne mit der Begründung, das Album sei „genug, um die Massen zu begeistern, und auch sonst [sei] alles wie immer.“ Er schrieb: „Ihr achtes Album fühlt sich an, wie wir es von ihnen gewohnt sind: mit vollem Klang, reich an Arm-Schwenk-Refrains und sanft ermutigenden Texten wie ‚Music makes me feel good‘, ‚We can conquer any mountain‘, ‚Every morning is a brand new day‘ etc.“

## Kommerzieller Erfolg

### Chartplatzierungen
Wonderland verlor trotz außergewöhnlich hoher Verkäufe von 113.200 Einheiten in der ersten Woche das Rennen gegen Ed Sheerans Album ÷. Mit Ausnahme ihres Debütalbums Take That & Party, welches 1993 ebenfalls Platz 2 erreichte, hatte bislang jedes Album der Band die Spitze der Charts erobert. Wie alle vorausgehenden Alben hielt sich auch Wonderland einige Wochen lang in den Top 5. Es erhielt bereits in der ersten Woche die Goldene Schallplatte der BPI. In den Jahrescharts zog Wonderland bereits an den Soundtracks zu La La Land und Trolls, Coldplays A Head Full of Dreams und Robbie Williams’ The Heavy Entertainment Show vorbei und rangiert nach dem ersten Quartal bereits auf Platz 6 sowie Platz 3 der CD-Verkäufe. In Irland erreichte es den dritten Platz, in Schottland den zweiten.
| ChartsChartplatzierungen     | Höchstplatzierung | Wochen |
| ---------------------------- | ----------------- | ------ |
| Deutschland (GfK)            | 19 (2 Wo.)        | 2      |
| Österreich (Ö3)              | 47 (1 Wo.)        | 1      |
| Schweiz (IFPI)               | 28 (1 Wo.)        | 1      |
| Vereinigtes Königreich (OCC) | 2 (15 Wo.)        | 15     |

| ChartsJahrescharts (2017)    | Platzierung |
| ---------------------------- | ----------- |
| Vereinigtes Königreich (OCC) | 13          |

### Auszeichnungen für Musikverkäufe
| Land/Region                  | Auszeichnungen für Musikverkäufe (Land/Region, Auszeichnung, Verkäufe) | Verkäufe |
| ---------------------------- | ---------------------------------------------------------------------- | -------- |
| Vereinigtes Königreich (BPI) | Gold                                                                   | 100.000  |
| Insgesamt                    | 1× Gold ·                                                              | 100.000  |

## Mitwirkende
Angaben sind den Liner Notes des Albums entnommen.
Instrumentalisten
- Tasteninstrumente
  - Keyboards – Gary Barlow, Ryan Carline (Titel 1, 3–7, 9–12), Jamie Norton (1, 10, 13), Stuart Price (4, 6, 9), Simon Strömstedt (4), Jon Green (5), Dave Palmer (7, 11, 12), Matt Furmidge (für Metrophonic Productions, Titel 15), Dominic Joshua Alexander Liu (für Metrophonic Productions, Titel 15)
  - Klavier – Jamie Norton (1, 10, 13)
  - Synthesizer – Mark Ralph (2, 3, 14), Tony Hoffer (7, 11, 12), Mike Crossey (8)
- Bläser
  - Saxophon – Mike Stevens (1)
  - Hörner – Scott Ralph (3)
  - Trompete – Tom Rees-Roberts (5), Andy Greenwood (5)
  - Posaune – Pete Beachill (5), Richard Wigley (5)
- Zupfinstrumente
  - Bass – Paul Turner (1, 5, 10, 13), Mark Ralph (2, 3, 14), Stuart Price (4), Tony Hoffer (7, 11, 12), Mike Crossey (8)
  - Gitarren – Ben Mark (1, 5, 10, 13), Mark Ralph (2, 3, 14), Jon Green (5), Stuart Price (6, 9), Tony Hoffer (7, 11, 12), Tom Baxter (7), Jonathan Gilmore (8)
  - Tanpura – Nicolas Magriel (1)
  - Ukulele – Mark Ralph (3)
  - Mandoline – Mark Ralph (3)
- Streicher – Rosie Danvers (für Wired Strings; Titel 15)
  - Geige – Oli Langford (7)
  - Konzertmeister/Orchesterleitung – Perry Montague-Mason (2, 3, 11)
  - Bratsche – Oli Langford (7)
  - Cello – Danny Keane (7)
  - Sarangi – Nicolas Magriel (1)
- Gesang – Gary Barlow, Howard Donald, Mark Owen
  - Hintergrund – Geoff Holroyde (2), Tom AD Fuller (2), Ava Leigh alias Hayley Carline (3–5), Andy Caine (3, 5), Simon Strömstedt (4)
  - Gospel-Chor – TSA „The Session Agency“ (14)
- Schlagzeug – Ash Soan (1, 10, 13), Geoff Holroyde (2, 3, 14), Scott Ralph (3), Dan Broughton (5), Denny Weston Jr. (7, 11), Rosie Crossey (8)

Techniker
- Programmierung – Gary Barlow (5, 6, 9), Charlie Russell (1, 5, 10, 13), Ben Mark (1), Mark Ralph (2, 3, 14), Stuart Price (4, 6, 9), Ryan Carline (4), Simon Strömstedt (4), Tony Hoffer (7, 11, 12), Mike Crossey (8)
- Programmierung Tasteninstrumente – Charlie Russell (2)
- Tontechnik/Toningenieure – Ryan Carline (1, 3–7, 9–12), Tom Upex (1, 5, 10, 13), Jonny Solway (1, 5, 10, 13), Tom AD Fuller (2, 3, 14), Drew Smith (2, 3, 14), Charlie Russell (2), Charlie Rolfe (5, 10, 13), Tony Hoffer (7, 11, 12), Cameron Lister (7, 11, 12), Jonathan Gilmore (8), Jack Hudson (10, 13)
- Gesangstechnik – Ryan Carline (8)
- Mischung – Mark „Spike“ Stent, Geoff Swan, Michael Freeman (alle außer Titel 2, 3), Stuart Price (4), Tony Hoffer (12), Cameron Lister (12), Charlie Russell (13)
- Mastering – Tim Young (alle außer Titel 15), Scott Rosser (15)

Weitere Mitwirkende
- Arrangeure – Will Malone (Geigen: Titel 2, 3, 11), Philip Jewson (Hörner: Titel 5), Tom Baxter (Geigen: Titel 7), Oli Langford (Geigen: Titel 7), Priscilla Jones (Gospel-Chor: Titel 14)
- Dirigenten – Will Malone (Geigen: Titel 2, 3, 11), Philip Jewson (Hörner: Titel 5)
- Orchesterkontraktion – Isobel Griffiths (2, 3, 11), Susie Gillis (2, 3, 11)
- Produktion – Take That, Mike Crossey, Tony Hoffer, Stuart Price, Mark Ralph, Charlie Russel, SIGMA (15)
  - Produktion Gesang – Ryan Carline (1)